# Sankt Peders Sogn (Vejen Kommune)

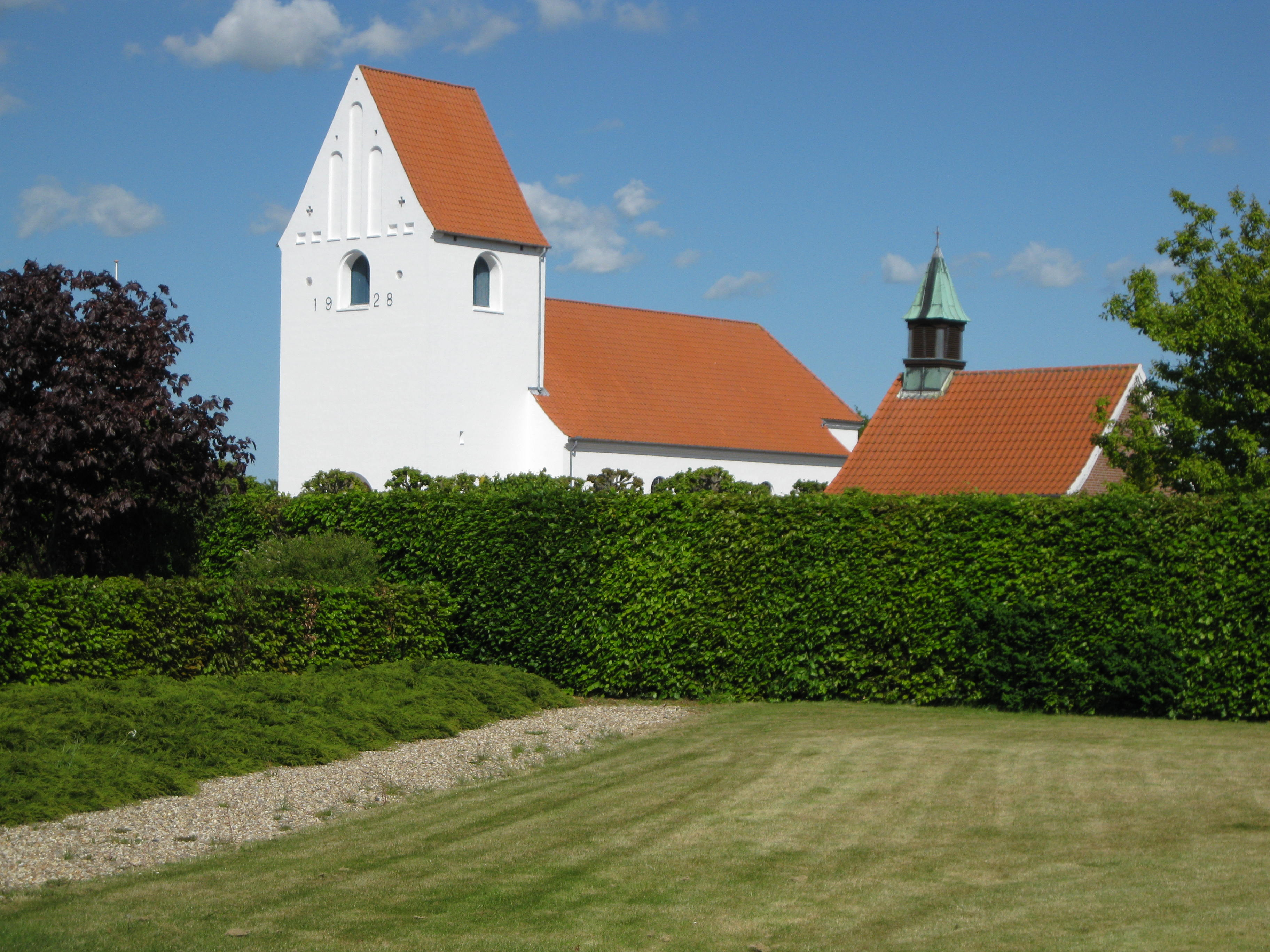
Sankt Peders Kirke

Sankt Peders Sogn (bis 1. Oktober 2010: Sankt Peders Kirkedistrikt  (dt.: Kirchenbezirk) im Holsted Sogn) ist eine Kirchspielsgemeinde (dän.: Sogn)  im südlichen Dänemark. Bis zum 1. Oktober 2010 war sie lediglich ein Kirchenbezirk im Holsted Sogn. Als zu diesem Termin sämtliche Kirchenbezirke Dänemarks aufgelöst wurden, wurde sie ein selbständiges Sogn.
Im Kirchspiel leben 1621 Einwohner (Stand: 1. Januar 2023). Im Kirchspiel liegt die Kirche „Sankt Peders Kirke“.

## Geschichte
Bis 1970 gehörte Holsted Sogn zur Harde Malt Herred im damaligen Ribe Amt, danach zur Holsted Kommune im
erweiterten
Ribe Amt, die im Zuge der  Kommunalreform zum 1. Januar 2007 in der
Vejen Kommune in der Region Syddanmark aufgegangen ist.